# Ariadna boesenbergi
Espèce
Ariadna boesenbergi est une espèce d'araignées aranéomorphes de la famille des Segestriidae.

## Distribution
Cette espèce se rencontre en Uruguay, au Brésil au Rio Grande do Sul et en Argentine,.

## Description
Le mâle décrit par Giroti et Brescovit en 2018 mesure 6,64 mm et la femelle 9,88 mm, les mâles mesurent de 5,12 à 7,04 mm et les femelles de 8,72 à 11,64 mm.

## Publication originale
- Keyserling, 1877 Amerikanische Spinnenarten aus den Familien der Pholcoidae, Scytodoidae und Dysderoidae. Verhandlungen der kaiserlich-königlichen zoologisch-botanischen Gesellschaft in Wien, vol. 27, p. 205-234 (texte intégral).